# Hermarchos z Mityleny

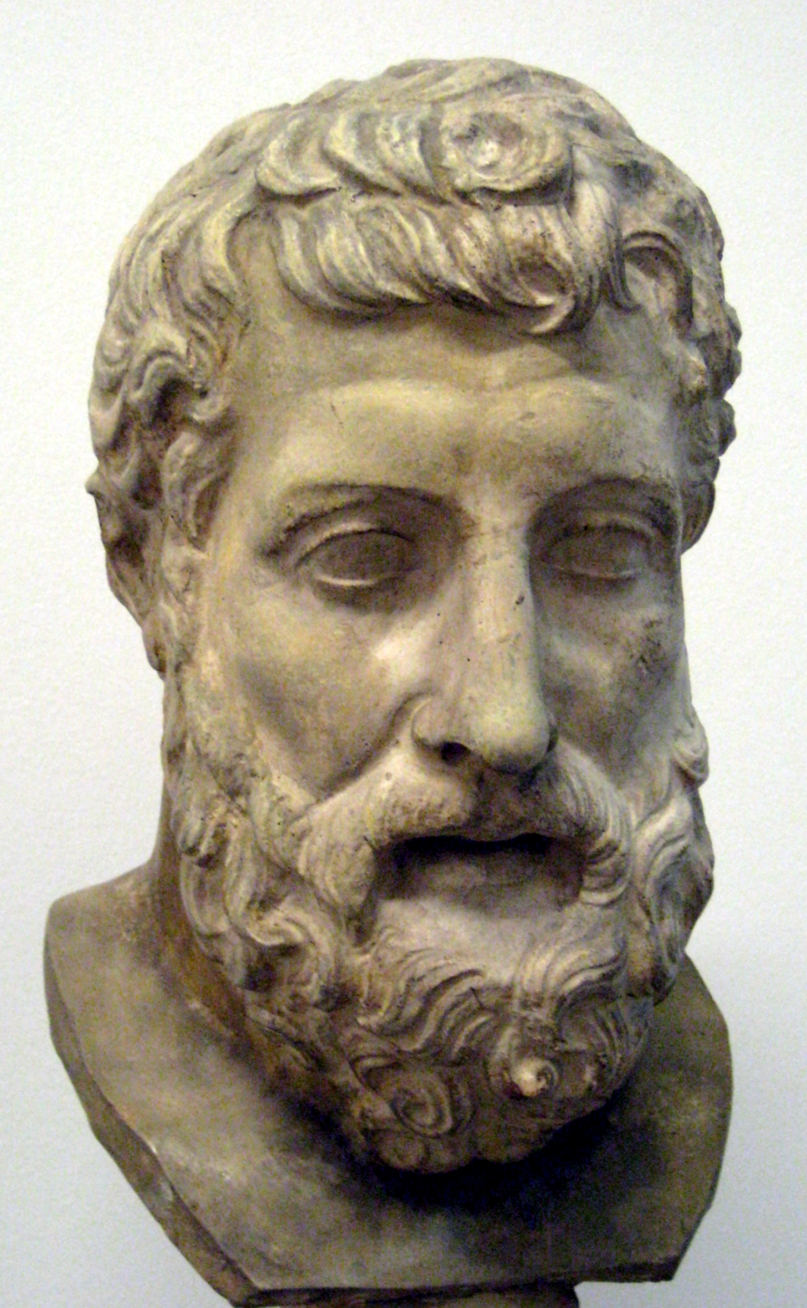
Popiersie przedstawiające Hermarchosa z Mityleny

Hermarchos z Mityleny (III wiek p.n.e.) – grecki filozof, najstarszy uczeń Epikura i jego następca. W swych dziełach atakował filozofię Platona, Arystotelesa i Empedoklesa.